# SK 브란

SK 브란(Sportsklubben Brann)은 노르웨이의 축구 클럽으로 노르웨이의 두 번째로 큰 도시 베르겐을 연고로 1908년 9월 26일에 창단되었다. 2007시즌에 우승을 차지했는데 이는 1963시즌 이후 처음으로 한 우승이었다.

## 역대 성적
- 노르웨이 프리미어리그

우승 (3회) : 1961-62, 1963, 2007
준우승 (5회) : 1951-52, 1975, 1997, 2000, 2006
- 노르웨이 컵

우승 (3회) : 1923, 1925, 1972, 1976, 1982, 2004, 2023
준우승 (5회) : 1917, 1918, 1950, 1978, 1987, 1988, 1995, 1999
- UEFA 컵 위너스컵

8강 (1회) : 1996-97
- UEFA컵

32강 (1회) : 2007-08

## 선수 명단

### 현역
- 니클라스 카스트로(2022 ~ )
- 요아킴 솔트베트(2014, 2023 ~ )

## 역대 감독
| 감독          | 임기 |
| ------------- | ---- |
| 윌리엄 에이켄 | 1949 |